# كوريا تاون
كوريا تاون (بالكورية:코리아타운) ، أي بلدة كورية، وهو المكان الذي يسكن فيه المواطنون أو الوافدون من الأصل الكوري، وتنتشر كوريا تاون في اليابان والولايات المتحدة وتايوان والصين وإندونيسيا ونحو ذلك.

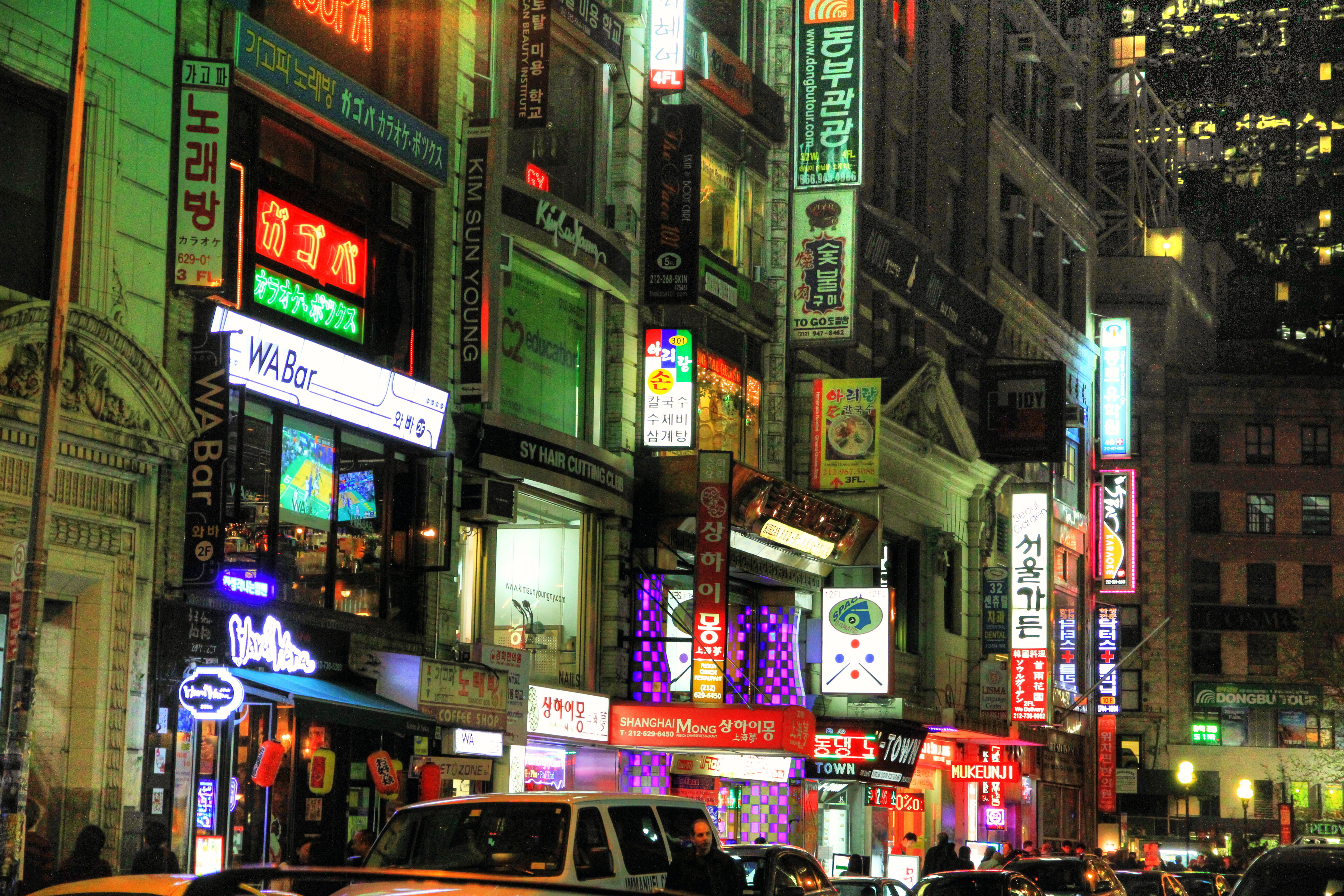
كوريا تاون في نيويورك.

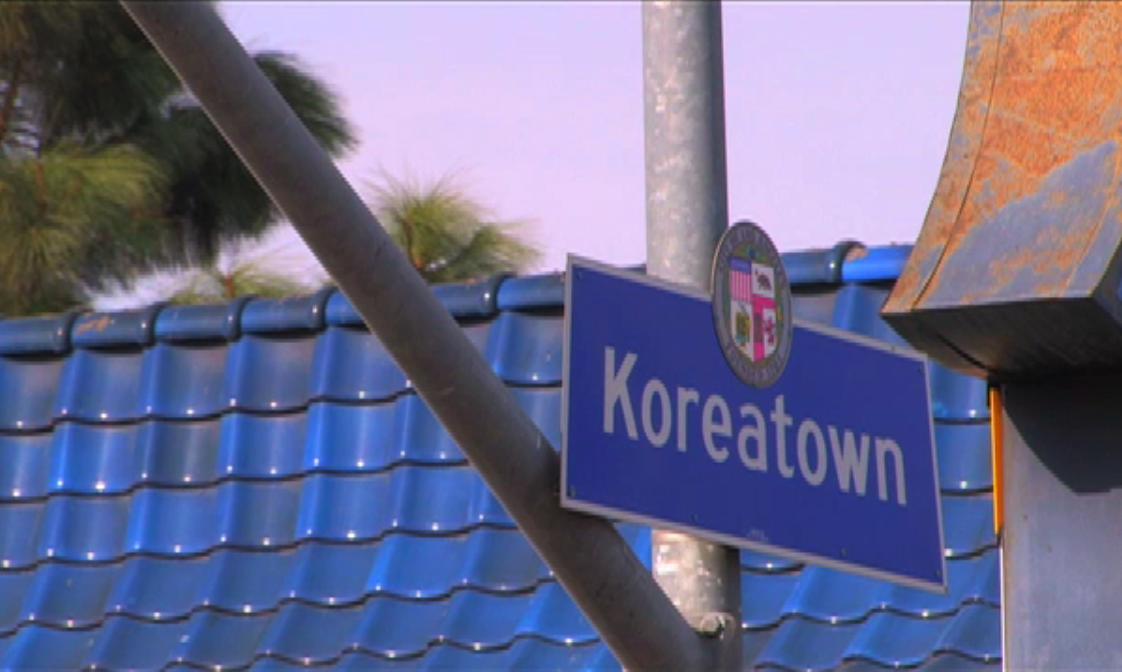
كوريا تاون في لوس أنجلوس.

## روابط خارجية
- Sign Language: Colonialism and the Battle Over Text, a law journal paper about zoning ordinances in several New Jersey towns and their effects on Korean businesses
- Asian-Nation: Asian American Ethnic Enclaves & Communities by C.N. Le, Ph.D.
- 'Koreatown' Image Divides A Changing Annandale, from the Washington Post